# Aramu

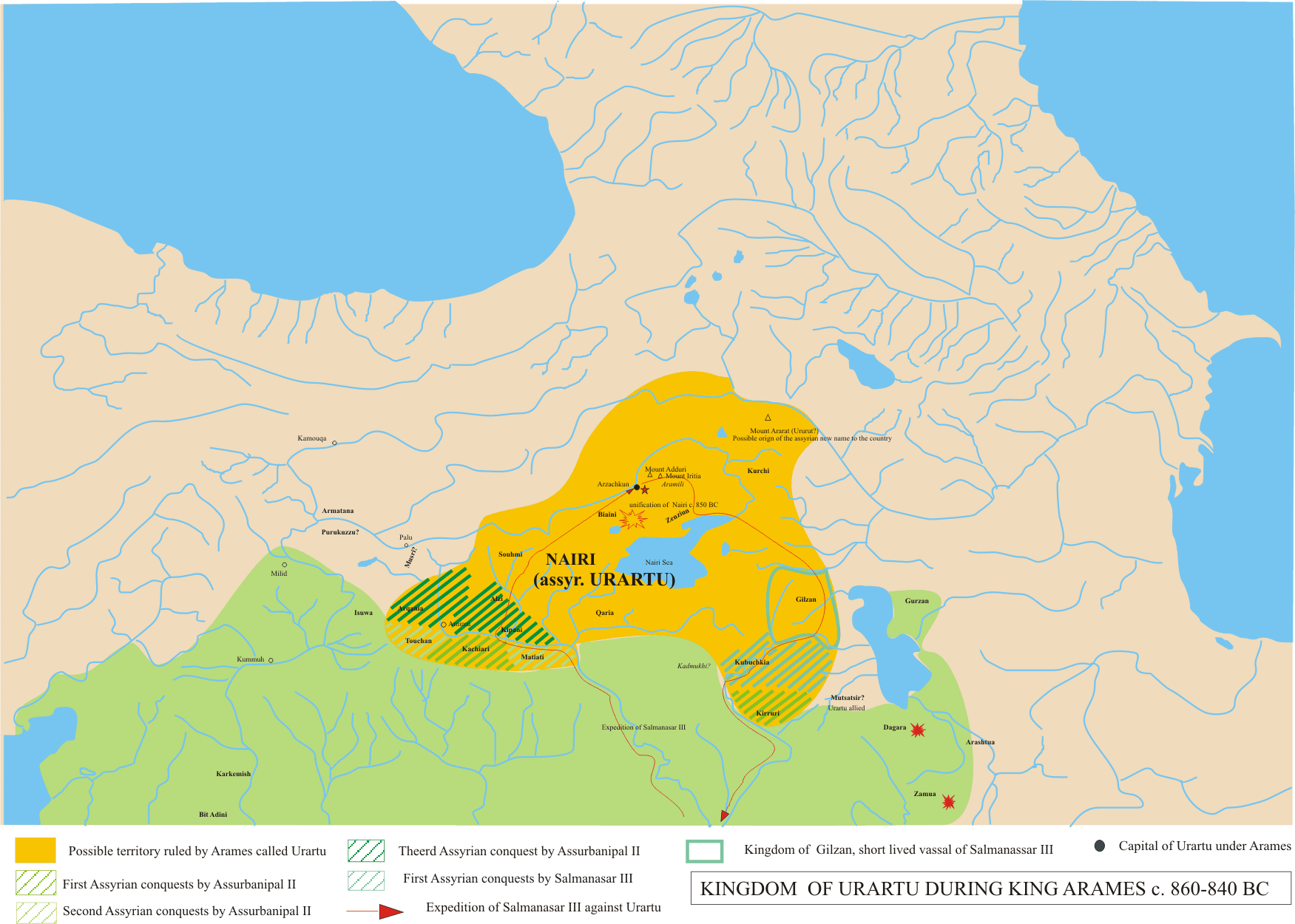
Het okergele gebied duidt Urartu aan bij zijn ontstaan onder koning Aramu.

Aramu of Arame was koning van Urartu van 855 tot 840 v.Chr.. Hij wordt beschouwd als de stichter van het koninkrijk Urartu. Zijn opvolger was Sardur I.
Aramu · Sardur I · Ishpuinis · Menuas · Argishti I · Sardur II · Rusa I · Argishti II · Rusa II · Sardur III · Sardur IV · Erimena · Rusa III · Rusa IV